# Microsoft PowerPoint Viewer
O Microsoft PowerPoint Viewer é um programa para Microsoft Windows que permite aos usuários visualizar e imprimir apresentações do PowerPoint criadas no Microsoft Office. Este software é geralmente utilizado em situações onde a pessoa que deseja ver a apresentação não tiver o Microsoft PowerPoint ou a suite do Microsoft Office instalado. Ao contrário do Microsoft Word Viewer e Microsoft Excel Viewer da Microsoft, geralmente é pré-instalado em computadores com Windows Vista.